# Dolby Surround
Il Dolby Surround è uno standard proprietario di audio multicanale sviluppato dalla Dolby Laboratories la quale ne detiene anche i diritti di utilizzo. Deriva dall'audio Dolby Stereo del quale rappresenta una versione meno potente. È stato sviluppato per l'home video e utilizzato in seguito anche per la televisione e i videogiochi, in particolare è stato il primo standard di audio multicanale dotato di surround e dedicato a tali ambiti di utilizzo. La sua caratteristica principale, che ne ha decretato un vasto successo negli anni novanta del XX secolo, è che, analogamente all'audio Dolby Stereo, si presenta come audio stereofonico. Attualmente è usato anche nei cinema.
Ha chiuso nel 2007 e riattivato nel luglio 2010.
Attualmente è in suono 7.1. surround sound, in modo da aggiungere 2 canali al Dolby Digital.
Il Dolby Surround è anche un encoder audio e un decoder audio sviluppati dalla Dolby Laboratories. L'encoder audio esegue la codifica dell'audio Dolby Surround, il decoder audio invece la decodifica dell'audio Dolby Surround, Dolby Surround Pro Logic II, Dolby Stereo e Dolby Stereo Spectral Recording.
Il logo del Dolby Surround è quindi usato sia per indicare che l'audio è Dolby Surround (ad esempio si può trovare sulla copertina di una pubblicazione home video o nei titoli di un programma televisivo), sia per indicare che un apparecchio, o un dispositivo, elettronico è in grado di codificare e/o decodificare l'audio Dolby Surround, Dolby Surround Pro Logic II, Dolby Stereo e Dolby Stereo Spectral Recording (ad esempio si può trovare sul frontale di un amplificatore audio per l'home theatre).

## Caratteristiche dell'audio Dolby Surround
L'audio Dolby Surround prevede tre diverse configurazioni di canali audio, due a tre canali audio e una a quattro:
| Canali audio                                                              | Simbolo grafico |
| ------------------------------------------------------------------------- | --------------- |
| - anteriore sinistro - anteriore centrale - anteriore destro              |                 |
| - anteriore sinistro - anteriore destro - posteriore                      |                 |
| - anteriore sinistro - anteriore centrale - anteriore destro - posteriore |                 |

Anche se sono possibili tre diverse configurazioni di canali audio, normalmente la configurazione utilizzata è quella che prevede il massimo numero di canali audio cioè quella a quattro canali audio.
A differenza dei moderni standard di audio multicanale che prevedono una risposta in frequenza uguale per tutti i canali audio eccetto che per il canale LFE, l'audio Dolby Surround prevede per il canale posteriore una risposta in frequenza limitata da 100Hz a 7kHz. Il canale posteriore dell'audio Dolby Surround è un canale audio destinato prevalentemente alla riproduzione di effetti d'ambiente.
L'audio Dolby Surround è implementato codificando il canale anteriore centrale e il canale posteriore nei canali anteriore sinistro e anteriore destro mantenendoli riproducibili come canali stereofonici. L'audio Dolby Surround, come detto all'inizio, si presenta infatti come audio stereofonico riproducibile come audio Dolby Surround attraverso l'apposito decoder oppure, nell'eventualità che non si disponga di tale decoder, riproducibile come audio stereofonico o anche monofonico visto che a sua volta l'audio stereofonico è riproducibile come audio monofonico.
Questa caratteristica è quella che ha decretato il successo dell'audio Dolby Surround in quanto tutti gli standard di registrazione o di trasmissione dell'audio stereofonico, sia esso analogico o digitale, sono automaticamente compatibili con il Dolby Surround. Chi non vuole dotarsi di impianto di riproduzione audio compatibile con l'audio Dolby Surround può comunque riprodurlo con un impianto compatibile soltanto con l'audio stereofonico o anche soltanto compatibile con l'audio monofonico.

## Ambiti di impiego dell'audio Dolby Surround
L'audio Dolby Surround è stato introdotto sul mercato nel 1982 come standard per il home video. Con il Dolby Surround per la prima volta si è implementato i canali surround nel home video.
Negli anni ottanta e novanta del XX secolo, la maggior parte dei film distribuiti nelle sale cinematografiche con audio Dolby Stereo e Dolby Stereo Spectral Recording è stata pubblicata in home video in tali standard audio e fatti passare per audio Dolby Surround; è possibile quindi trovare il logo Dolby Surround su un ampio numero di pubblicazioni home video in standard VHS, LaserDisc e Video CD come Dolby Surround AC-3 Digital (poi piegata però in Dolby Digital) e nei S-VHS (normale).
Oggi lo standard home video più diffuso è il DVD-Video per il quale sono previsti standard di audio multicanale più evoluti del Dolby Surround, tutti digitali: il Dolby Digital, il DTS, l'MPEG Multichannel e il PCM. Ma i film distribuiti nelle sale cinematografiche con audio Dolby Stereo o con audio Dolby Stereo Spectral Recording continuano ad essere pubblicati in DVD-Video utilizzando tali standard audio, anche se con frequenza molto minore rispetto ai decenni passati. In particolare il Dolby Stereo e il Dolby Stereo Spectral Recording si presentano sui DVD-Video quasi sempre come audio stereo Dolby Digital.
Si tratta di una soluzione più sbrigativa in quanto, per utilizzare i nuovo standard digitali previsti per il DVD-Video nella stessa configurazione di canali audio del Dolby Stereo o del Dolby Stereo Spectral Recording, è necessario un nuovo missaggio dell'audio.
Tale scelta editoriale non è ben vista dagli utenti più evoluti i quali, dotati di apparecchi compatibili con i nuovi standard digitali previsti per il DVD-Video, preferirebbero che fossero utilizzati tali standard audio nella configurazione di canali audio utilizzata dal Dolby Stereo e dal Dolby Stereo Spectral Recording in quanto soluzione qualitativamente migliore.
Sempre per quanto riguarda i film in DVD-Video, altre volte invece è presente sia l'audio Dolby Stereo o Dolby Stereo Spectral Recording sia l'audio muticanale in uno o più dei nuovi standard digitali previsti per il DVD-Video (lo standard DVD-Video prevede fino ad un massimo di otto sonori diversi per lo stesso filmato).
Sempre a proposito di DVD-Video, tutti i lettori di DVD-Video sono in grado di trasformare l'audio multicanale Dolby Digital di un DVD-Video in audio Dolby Surround. Tutti i possessori di apparecchi, o dispositivi, compatibili con il solo Dolby Surround sono quindi in grado di riprodurre ugualmente l'audio multicanale Dolby Digital dei DVD-Video, anche se con prestazioni inferiori poiché il Dolby Surround offre appunto prestazioni inferiori a quella offerte dal Dolby Digital.
Il Dolby Surround, anche se sviluppato per il home video, in seguito è stato utilizzato in altri ambiti, si può infatti trovare in programmi televisivi preprodotti, come ad esempio telefilm, oppure anche in programmi televisivi dal vivo come concerti o partite di calcio, anche se quest'ultimo uso non è molto diffuso. Un altro ambito di utilizzo del Dolby Surround sono i videogiochi.

## Riprodurre l'audio Dolby Surround
Per riprodurre l'audio Dolby Surround come audio multicanale e non come audio stereofonico o monofonico è necessario che gli apparecchi, o i dispositivi, elettronici di cui si dispone siano compatibili con l'audio Dolby Surround cioè integrino al loro interno uno dei decoder sviluppati dalla Dolby Laboratories in grado di decodificare l'audio Dolby Surround. Tali decoder sono:
- Dolby Surround
- Dolby Surround Pro Logic
- Dolby Surround Pro Logic II
- Dolby Surround Pro Logic IIx

## Descrizione
Tranne il decoder Dolby Surround tutti gli altri, oltre che essere dei decoder audio, sono anche dei processori audio in grado, a seconda dei casi, di svolgere alcune elaborazioni sull'audio stereofonico, Dolby Surround e Dolby Surround Pro Logic II. Per quanto riguarda i decoder/processori Dolby Surround Pro Logic, Dolby Surround Pro Logic II e Dolby Surround Pro Logic IIx, per conoscere tutte le elaborazioni audio che sono in grado di svolgere si vedano le relative voci. La tabella seguente invece riassume come i vari decoder in grado di decodificare l'audio Dolby Surround decodificano ed eventualmente elaborano tale standard audio:
| Decoder/processore audio            | Decodifica dell'audio Dolby Surround | Elaborazioni audio eseguite                                                                                                  |
| ----------------------------------- | --- | --- |
| Dolby Surround (solo decoder audio) | - anteriore sinistro - anteriore destro - posteriore | Nessuna. |
| Dolby Surround Pro Logic            | - anteriore sinistro - anteriore centrale - anteriore destro - posteriore                                                                                                | Nessuna. |
| Dolby Surround Pro Logic II         | - anteriore sinistro - anteriore centrale - anteriore destro - posteriore sinistro - posteriore destro - LFE                                                             | Creazione dei canali posteriore sinistro, posteriore destro e LFE.                                                           |
| Dolby Surround Pro Logic IIx        | - anteriore sinistro - anteriore centrale - anteriore destro - posteriore sinistro - posteriore centrale - posteriore destro - LFE                                       | Creazione dei canali posteriore sinistro, posteriore destro e LFE.                                                           |
| Dolby Surround Pro Logic IIx        | - anteriore sinistro - anteriore centrale - anteriore destro - posteriore sinistro - posteriore centrale sinistro - posteriore centrale destro - posteriore destro - LFE | Creazione dei canali posteriore sinistro, posteriore centrale sinistro, posteriore centrale destro, posteriore destro e LFE. |

Come si può vedere dalla tabella il decoder Dolby Surround non è in grado di decodificare il canale centrale dell'audio Dolby Surround. Il decoder/processore Dolby Surround Pro Logic IIx invece è l'unico in grado di creare due configurazioni di canali audio diverse per l'audio Dolby Surround.
Normalmente gli apparecchi, o dispositivi, elettronici dotati di decoder Dolby Surround o decoder/processore Dolby Surround Pro Logic duplicano il canale posteriore in modo che sia riprodotto da una coppia di diffusori audio, e creano anche un canale LFE. Tali elaborazioni audio non appartengono però al decoder Dolby Surround e al decoder/processore Dolby Surround Pro Logic.

## Caratteristiche del decoder Dolby Surround
L'audio Dolby Surround deriva dal più potente Dolby Stereo, utilizzato in ambito cinematografico. I due standard infatti hanno varie somiglianze tanto che è possibile per un decoder Dolby Surround decodificare l'audio Dolby Stereo, anche se non tutti i suoi canali audio e con qualità audio inferiore a quella permessa da tale standard audio. Ciò è valido anche per l'audio Dolby Stereo Spectral Recording, evoluzione retrocompatibile dell'audio Dolby Stereo utilizzata sempre in ambito cinematografico.
Ci si può trovare nella condizione di riprodurre l'audio Dolby Stereo o Dolby Stereo Spectral Recording quando un film uscito al cinema in tali standard audio (la maggior parte dei film prodotti negli ultimi decenni) viene trasmesso in televisione. La trasmissione deve essere però stereofonica e l'apparecchio televisivo ricevente in grado di riceverla in stereofonia e non in monofonia. Anche l'audio Dolby Stereo e Dolby Stereo Spectral Recording infatti si presentano come audio stereofonico e, come l'audio Dolby Surround, per poter essere decodificati devono presentarsi come audio stereofonico, se vengono missati in audio monofonico non sono più decodificabili.
Inoltre i film usciti al cinema con audio Dolby Stereo o Dolby Stereo Spectral Recording in realtà vengono pubblicati in home video in tali standard audio e non in Dolby Surround come invece viene indicato sulla copertina della pubblicazione. Non vengono remissati in Dolby Surround proprio per la compatibilità dell'audio Dolby Stereo e Dolby Stereo Spectral Recording con il Dolby Surround.
Un decoder Dolby Surround è in grado inoltre di decodificare l'audio Dolby Surround Pro Logic II in quanto evoluzione retrocompatibile dell'audio Dolby Surround.
La seguente tabella riassume come vengono decodificati da un decoder Dolby Surround i vari standard audio che è in grado di decodificare:
| Standard audio | Decodifica con decoder Dolby Surround                |
| --- | ---------------------------------------------------- |
| Dolby Surround: - anteriore sinistro - anteriore centrale - anteriore destro - posteriore                                           | - anteriore sinistro - anteriore destro - posteriore |
| Dolby Surround Pro Logic II: - anteriore sinistro - anteriore centrale - anteriore destro - posteriore sinistro - posteriore destro | - anteriore sinistro - anteriore destro - posteriore |
| Dolby Stereo: - anteriore sinistro - anteriore centrale - anteriore destro - posteriore                                             | - anteriore sinistro - anteriore destro - posteriore |
| Dolby Stereo Spectral Recording: - anteriore sinistro - anteriore centrale - anteriore destro - posteriore                          | - anteriore sinistro - anteriore destro - posteriore |

Come si può vedere dalla tabella il decoder Dolby Surround non è in grado di decodificare completamente nessuno degli standard audio elencati, neanche il Dolby Surround. Il decoder Dolby Surround, primo decoder ad essere stato sviluppato per la decodifica dell'audio Dolby Surround, è infatti anche il più semplice tra tutti quelli in grado di decodificare l'audio Dolby Surround.
Come già detto inoltre, normalmente gli apparecchi, o dispositivi, elettronici dotati di decoder Dolby Surround duplicano il canale posteriore in modo che sia riprodotto da una coppia di duffusori audio, e creano anche un canale LFE. Tali elaborazioni audio non appartengono però al decoder Dolby Surround.